# Тормоз в медицината
Тормозът при медицинската професия e често явление.
Според Тим Фийлд тези, които извършват тормоз, са привлечени към професиите за грижа, като медицината, заради възможностите да имат власт над уязвими клиенти и уязвими работещи и наети в областта.

## Тормоз над студенти по медицина
Студентите по медицина, вероятно заради своята уязвимост и заради своя относително нисък статус в системата на здравеопазването, често са обект на вербални обиди и неприемливи забележки, унижение и тормоз (несексуален или сексуален). Случаите на дискриминация, базирана на пол и раса, са по-редки.

## Тормоз в психиатрията
В психиатричната професия може да се очаква, че практикуващите я ще са особено чувствителни към тормоза и неговите последстивя. Въпреки това изучаващите психиатрия в САЩ и Великобритания изпитват високи нива на тормоз, поне толкова високи, колкото и другите студенти по медицина. В изследване на обучаващите се по психиатрия в Уест Мидландс 47% са изпитали тормоз през последната година с дори по-висок процент сред етническите малцинства и жените. От друга страна, квалифицираните психиатри не са подлагани на психологически или психиатричен тест.

## Тормоз от пациенти
Според изследване от 2019 г. 61,9% от лекарите в целия свят са били жертва на тормоз на работното място, а 24,4% през последната година са преживели физическо насилие.